# Чанцев Анатолій Дмитрович
Анатолій Дмитрович Чанцев (20 лютого 1958, Запоріжжя) — радянський футболіст, який грав на позиції правого захисника, а пізніше півзахисника, український футбольний тренер.

## Кар'єра гравця
Вихованець СДЮШОР «Металург» (Запоріжжя). Перший тренер — І. Малкін. У 1980 році розпочав футбольну кар'єру у місцевім «Металурзі», звідки у 1983 році перейшов у «Авангард» (Рівне). У 1986 році повернувся у Запоріжжя, але в інший клуб — «Торпедо» (Запоріжжя). У 1988 році став гравцем білоруського клубу «Гомсільмаш» (Гомель), в якому і завершив футбольну кар'єру у 1992 році.

## Тренерська кар'єра
Після завершення футбольної кар'єри з 1992 року був головним тренером ФК «Ведрич» (Річиця), ЗЛіН (Гомель) та ФК «Гомель». У січні 2002 року був запрошений у запорізький «Металург», в якому допомагав Олегу Тарану тренувати клуб. Після того, як влітку 2005 року Валерій Яремченко подав у відставку, виконував до кінця року обов'язки головного тренера. У квітні 2007 року після відставки Сергія Ященка знову прийняв команду, з якою працював до листопада 2008 року. Після чого зробив перерву у тренерській кар'єрі, а у грудні 2009 року став головним тренером луганської «Зорі». 27 листопада 2011 року після програшу «Олександрії» керівництво клубу звільнило Чанцева.
6 червня 2016 року ввійшов до тренерського штабу львівських «Карпат», а вже 17 червня очолив команду, але згодом залишив клуб.